# Nanodobenus
Nanodobenus — вимерлий рід ластоногих, який жив приблизно від 15,97 до 7,246 млн років тому протягом міоцену на території сучасної Південної Нижньої Каліфорнії, Мексика.
Nanodobenus були більше схожі за зовнішнім виглядом на сучасних морських котиків і морських левів, ніж на моржів. У них не вистачало довгих бивнів моржів, вони були стрункішими і меншими за своїх сучасних родичів. Nanodobenus були найменшими представниками Odobenidae. Особи, ймовірно, мали довжину приблизно 1.65 метра.